# Méautis
Méautis és un municipi francès situat al departament de la Manche i a la regió de Normandia. L'any 2007 tenia 648 habitants.

## Demografia

### Població
El 2007 la població de fet de Méautis era de 648 persones. Hi havia 238 famílies de les quals 40 eren unipersonals (24 homes vivint sols i 16 dones vivint soles), 79 parelles sense fills, 103 parelles amb fills i 16 famílies monoparentals amb fills.
La població ha evolucionat segons el següent gràfic:
Habitants censats

### Habitatges
El 2007 hi havia 256 habitatges, 237 eren l'habitatge principal de la família, 7 eren segones residències i 12 estaven desocupats. 251 eren cases i 4 eren apartaments. Dels 237 habitatges principals, 202 estaven ocupats pels seus propietaris, 32 estaven llogats i ocupats pels llogaters i 4 estaven cedits a títol gratuït; 3 tenien dues cambres, 21 en tenien tres, 50 en tenien quatre i 163 en tenien cinc o més. 166 habitatges disposaven pel capbaix d'una plaça de pàrquing. A 81 habitatges hi havia un automòbil i a 142 n'hi havia dos o més.

### Piràmide de població
La piràmide de població per edats i sexe el 2009 era:
| Homes | Edats   | Dones |
| ----- | ------- | ----- |
| 0     | 95 o +  | 0     |
| 0     | 90 a 94 | 0     |
| 0     | 85 a 89 | 4     |
| 4     | 80 a 84 | 8     |
| 16    | 75 a 79 | 4     |
| 8     | 70 a 74 | 16    |
| 20    | 65 a 69 | 16    |
| 24    | 60 a 64 | 12    |
| 12    | 55 a 59 | 8     |
| 16    | 50 a 54 | 32    |
| 32    | 45 a 49 | 24    |
| 24    | 40 a 44 | 20    |
| 24    | 35 a 39 | 24    |
| 20    | 30 a 34 | 20    |
| 16    | 25 a 29 | 24    |
| 8     | 20 a 24 | 8     |
| 48    | 15 a 19 | 36    |
| 16    | 10 a 14 | 32    |
| 20    | 5 a 9   | 12    |
| 32    | 0 a 4   | 12    |

## Economia
El 2007 la població en edat de treballar era de 404 persones, 307 eren actives i 97 eren inactives. De les 307 persones actives 284 estaven ocupades (155 homes i 129 dones) i 23 estaven aturades (10 homes i 13 dones). De les 97 persones inactives 42 estaven jubilades, 32 estaven estudiant i 23 estaven classificades com a «altres inactius».

### Ingressos
El 2009 a Méautis hi havia 244 unitats fiscals que integraven 676 persones, la mediana anual d'ingressos fiscals per persona era de 16.560 €.

### Activitats econòmiques
Dels 12 establiments que hi havia el 2007, 1 era d'una empresa extractiva, 1 d'una empresa de fabricació d'altres productes industrials, 6 d'empreses de construcció, 2 d'empreses de comerç i reparació d'automòbils, 1 d'una empresa immobiliària i 1 d'una empresa de serveis.
Dels 5 establiments de servei als particulars que hi havia el 2009, 1 era un paleta, 2 guixaires pintors, 1 fusteria i 1 lampisteria.
L'any 2000 a Méautis hi havia 38 explotacions agrícoles que ocupaven un total de 1.587 hectàrees.

## Equipaments sanitaris i escolars
El 2009 hi havia una escola elemental integrada dins d'un grup escolar amb les comunes properes formant una escola dispersa.

## Poblacions més properes
El següent diagrama mostra les poblacions més properes.